# Bruno Fernandes
Bruno Miguel Borges Fernandes, noto semplicemente come Bruno Fernandes (Maia, 8 settembre 1994), è un calciatore portoghese, centrocampista del Manchester Utd, di cui è capitano, e della nazionale portoghese, con cui ha vinto le UEFA Nations League 2018-2019 e UEFA Nations League 2024-2025.

## Caratteristiche tecniche
Considerato tra i migliori centrocampisti della sua generazione, è un calciatore versatile, duttile e fantasioso. Può agire come trequartista (suo ruolo naturale), mezzala o esterno offensivo. L'eccellente tecnica di base e il notevole e preciso tiro dalla distanza lo rendono assai prolifico in fase realizzativa; è inoltre un abile rigorista. Dimostra inoltre grande generosità nei ripiegamenti difensivi. È stato paragonato a Rui Costa.

## Carriera

### Club

#### Gli inizi
Nasce l'8 settembre 1994 a Maia, nel distretto di Porto, in Portogallo.
A 8 anni inizia i primi passi nel calcio nell'Infesta, società calcistica portoghese di Matosinhos (a sud di Maia e a nord di Porto) nella terza serie del campionato portoghese.
A 10 anni si sposta nel capoluogo del distretto, Porto, e gioca nelle giovanili del Boavista militante in Primeira Liga, la massima serie del calcio portoghese. Nella stagione successiva viene ceduto in prestito per 5 stagioni all'ADR Pasteleira, anch'essa di Porto, e poi ritornare al Boavista nelle file dell'Under 19 per altre due stagioni.

#### Novara
Il 27 agosto 2012, poco prima di compiere 18 anni, si trasferisce in Italia al Novara per la cifra di 40.000 euro. Il debutto nel calcio professionistico e in Serie B è datato 3 novembre 2012 nella sconfitta 1-0 contro il Cittadella. Segna il suo primo gol il 22 febbraio 2013 contro lo Spezia. Realizza altre 3 reti durante la sua prima stagione italiana e conclude l'annata con 23 presenze e 4 reti tra campionato e play-off.

#### Udinese
Nell'estate 2013 viene ceduto in comproprietà all'Udinese in Serie A. Con i friulani debutta in Serie A il 3 novembre 2013 nella gara interna contro l'Inter persa 3-0. Il 7 dicembre successivo trova invece la prima rete in A nella trasferta pareggiata 3-3 contro il Napoli. Il 30 gennaio 2014 il club bianconero decide di acquistare anche la seconda metà del suo cartellino per un totale di 2 milioni di euro. Realizza altre 3 reti durante la Serie A 2013-2014 portando così il suo bottino personale a 4 gol in 28 gare tra campionato e Coppa Italia. La stagione successiva non riesce a trovare molto spazio fra i titolari, e chiude la sua seconda stagione in Friuli con 4 gol in 34 presenze totali. La stagione 2015-2016 si conclude invece con 33 presenze tra Serie A e Coppa Italia, nelle quali mette a segno 3 reti.

#### Sampdoria
Il 16 agosto 2016 si trasferisce in prestito oneroso (1 milione di euro) con obbligo di riscatto fissato a 6 milioni di euro alla Sampdoria, dove sceglie di indossare la maglia numero 10. Il 28 agosto debutta in blucerchiato subentrando nel corso della gara Sampdoria-Atalanta 2-1. Sigla il suo primo gol con la maglia dei blucerchiati il 26 settembre 2016 nella partita giocata in trasferta a Cagliari, persa per 2-1. Si ripete il 2 ottobre dello stesso anno, nel pareggio casalingo per 1-1 contro il Palermo. Guadagna un posto da titolare dopo il derby vinto per 2-1 contro il Genoa e trova il terzo gol stagionale in casa del Crotone nella gara conclusasi per 1-1. Il 4 marzo 2017 segna nella gara Sampdoria-Pescara (3-1) valida per la 27ª giornata di campionato.

#### Sporting CP
Il 27 giugno 2017 viene acquistato a titolo definitivo dallo Sporting CP che versa 8,5 milioni più 500 000 euro di bonus alla Sampdoria. La clausola rescissoria è stata fissata a 100 milioni. Il calciatore firma un contratto quinquennale. Il 30 marzo 2019, in occasione della vittoria esterna per 3-1 sul campo del Chaves, Bruno Fernandes gioca la sua 100ª partita con la maglia dello Sporting. Il 5 maggio 2019, grazie alla tripletta realizzata contro il Belenenses (8-1 il risultato finale), Bruno Fernandes diventa il centrocampista con più gol realizzati nei campionati europei in un'unica stagione (31). Il 25 maggio 2019 conquista la Coppa di Portogallo, in finale col Porto.

#### Manchester United
Il 29 gennaio 2020 viene annunciato un accordo tra il Manchester Utd e lo Sporting CP per il trasferimento del giocatore in cambio di 55 milioni di euro più 25 milioni di bonus. Il trasferimento viene formalizzato il giorno seguente. Esordisce coi Red Devils il 1º febbraio, in occasione del pari interno contro il Wolverhampton in Premier League. Il 23 febbraio realizza la prima rete con il Manchester United, nella partita di campionato vinta per 3-0 in casa contro il Watford. Il primo gol nelle coppe europee con il club inglese lo mette a segno il 27 febbraio, nel ritorno dei sedicesimi di finale di Europa League, in casa contro il Club Bruges. Il 10 agosto, sempre in Europa League, firma il gol decisivo su rigore che permette al Manchester United di superare il Copenaghen e qualificarsi per la semifinale, persa di misura contro il Siviglia. Conclude la prima annata in Inghilterra con 22 presenze e 12 reti in tutte le competizioni.
Nella stagione successiva è uno dei punti fermi della squadra. In Premier League colleziona 37 presenze e mette a segno 18 reti, contribuendo al secondo posto finale del Manchester United. In Champions League gioca 6 partite e realizza 4 gol, non riuscendo però ad evitare il terzo posto e la conseguente eliminazione nella fase a gironi. Ripescato in Europa League, il Manchester United si spinge fino alla finale del torneo: nella semifinale di andata, Fernandes mette a segno una doppietta nel 6-2 contro la Roma. Prende parte anche alla finale contro il Villarreal, che termina ai tiri di rigore con la vittoria degli spagnoli per 11-10, con il solo errore del portiere dei Red Devils de Gea. In totale, considerando tutte le competizioni, Fernandes colleziona 58 presenze e 28 reti.

### Nazionale

#### Nazionali giovanili
Dopo aver giocato 7 partite con 1 gol tra Under-19 e Under-20 del Portogallo, il 13 novembre 2014 debutta in Under-21 nella sconfitta 3-1 contro l'Inghilterra. Realizza la sua prima rete il 9 ottobre 2015 contro l'Ungheria e il 17 novembre seguente si replica, questa volta ai danni d'Israele.

#### Nazionale olimpica

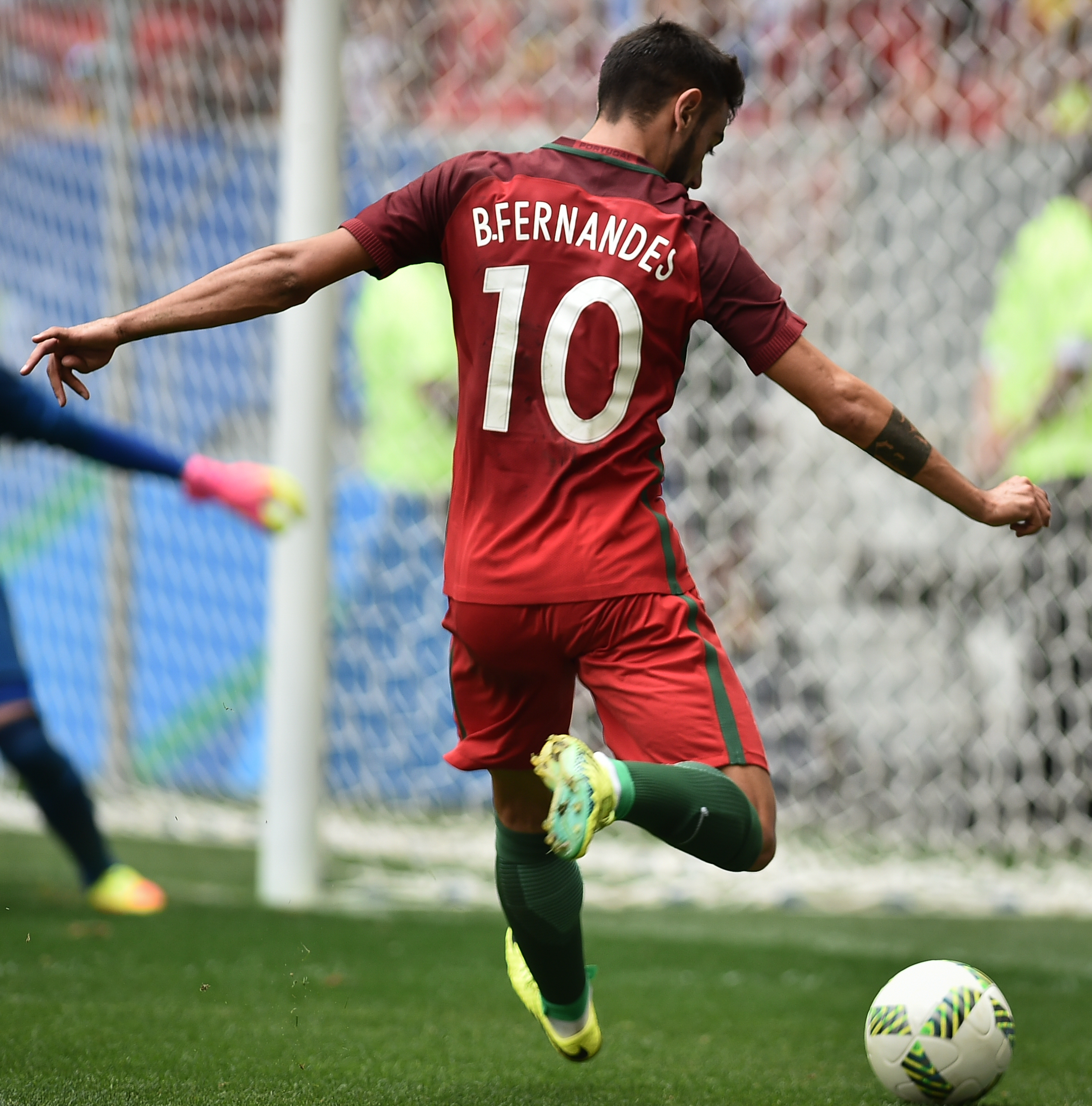
Bruno Fernandes in azione con la nazionale olimpica portoghese nel 2016

Nel 2016 viene inserito nella lista dei 18 giocatori convocati dalla nazionale olimpica portoghese per prendere parte ai Giochi olimpici brasiliani. Decide di indossare la maglia numero 10.
Il 4 agosto, durante la prima giornata, debutta giocando titolare e fornendo due assist ai compagni che consentono di battere 2-0 l'Argentina. Il 13 agosto, ai quarti di finale, si conclude la sua esperienza olimpica a causa della sconfitta 4-0 subita dal Portogallo da parte della Germania.

#### Nazionale maggiore
Il 29 agosto 2017 riceve la prima convocazione in nazionale maggiore, in occasione delle partite di qualificazione al Mondiale 2018 contro Fær Øer e Ungheria, sostituendo l'infortunato Pizzi nella lista dei convocati.
Debutta in nazionale maggiore il 10 novembre 2017, a 23 anni, nell'amichevole vinta per 3-0 contro l'Arabia Saudita. Il 17 maggio 2018, vista la grande annata allo Sporting Lisbona, viene premiato con la convocazione da parte della nazionale lusitana ai Mondiali 2018. ll 7 giugno 2018 segna il suo primo gol nell'amichevole pre-manifestazione vinta per 3-0 contro l'Algeria.
Vince da protagonista la UEFA Nations League 2018-2019, scendendo in campo da titolare sia nella semifinale, vinta sulla Svizzera, che nella finale, giocata in casa contro i Paesi Bassi.
Durante la Coppa del Mondo Qatar 2022 segna una doppietta nel 2-0 sull'Uruguay.
Viene convocato per la fase finale della UEFA Nations League 2025 che si svolge in Germania.

## Statistiche

### Presenze e reti nei club
Statistiche aggiornate al 28 maggio 2025.
| Stagione                 | Squadra                  | Campionato               | Campionato | Campionato | Coppe nazionali | Coppe nazionali | Coppe nazionali | Coppe continentali | Coppe continentali | Coppe continentali | Altre coppe | Altre coppe | Altre coppe | Totale | Totale |
| Stagione                 | Squadra                  | Comp                     | Pres       | Reti       | Comp            | Pres            | Reti            | Comp               | Pres               | Reti               | Comp        | Pres        | Reti        | Pres   | Reti   |
| ------------------------ | ------------------------ | ------------------------ | ---------- | ---------- | --------------- | --------------- | --------------- | ------------------ | ------------------ | ------------------ | ----------- | ----------- | ----------- | ------ | ------ |
| 2012-2013                | Novara                   | B                        | 21+2       | 4+0        | CI              | 0               | 0               | -                  | -                  | -                  | -           | -           | -           | 23     | 4      |
| 2013-2014                | Udinese                  | A                        | 24         | 4          | CI              | 4               | 0               | UEL                | 0                  | 0                  | -           | -           | -           | 28     | 4      |
| 2014-2015                | Udinese                  | A                        | 31         | 3          | CI              | 3               | 1               | -                  | -                  | -                  | -           | -           | -           | 34     | 4      |
| 2015-2016                | Udinese                  | A                        | 31         | 3          | CI              | 2               | 0               | -                  | -                  | -                  | -           | -           | -           | 33     | 3      |
| Totale Udinese           | Totale Udinese           | Totale Udinese           | 86         | 10         |                 | 9               | 1               |                    | 0                  | 0                  |             | -           | -           | 95     | 11     |
| 2016-2017                | Sampdoria                | A                        | 33         | 5          | CI              | 2               | 0               | -                  | -                  | -                  | -           | -           | -           | 35     | 5      |
| 2017-2018                | Sporting Lisbona         | PL                       | 33         | 11         | CP+CdL          | 5+4             | 1+0             | UCL+UEL            | 8+6                | 1+3                | -           | -           | -           | 56     | 16     |
| 2018-2019                | Sporting Lisbona         | PL                       | 33         | 20         | CP+CdL          | 7+5             | 7+3             | UEL                | 8                  | 3                  | -           | -           | -           | 53     | 33     |
| 2019-gen. 2020           | Sporting Lisbona         | PL                       | 17         | 8          | CP+CdL          | 1+4             | 0+2             | UEL                | 5                  | 5                  | ST          | 1           | 0           | 28     | 15     |
| Totale Sporting Lisbona  | Totale Sporting Lisbona  | Totale Sporting Lisbona  | 83         | 39         |                 | 26              | 13              |                    | 27                 | 12                 |             | 1           | 0           | 137    | 64     |
| gen.-ago. 2020           | Manchester Utd           | PL                       | 14         | 8          | FACup+CdL       | 3+0             | 1+0             | UEL                | 5                  | 3                  | -           | -           | -           | 22     | 12     |
| 2020-2021                | Manchester Utd           | PL                       | 37         | 18         | FACup+CdL       | 3+3             | 1+0             | UCL+UEL            | 6+9                | 4+5                | -           | -           | -           | 58     | 28     |
| 2021-2022                | Manchester Utd           | PL                       | 36         | 10         | FACup+CdL       | 2+1             | 0               | UCL                | 7                  | 0                  | -           | -           | -           | 46     | 10     |
| 2022-2023                | Manchester Utd           | PL                       | 37         | 8          | FACup+CdL       | 6+5             | 3+2             | UEL                | 11                 | 1                  | -           | -           | -           | 59     | 14     |
| 2023-2024                | Manchester Utd           | PL                       | 35         | 10         | FACup+CdL       | 6+1             | 3+0             | UCL                | 6                  | 2                  | -           | -           | -           | 48     | 15     |
| 2024-2025                | Manchester Utd           | PL                       | 36         | 8          | FACup+CdL       | 3+3             | 2+2             | UEL                | 14                 | 7                  | CS          | 1           | 0           | 57     | 19     |
| 2025-2026                | Manchester Utd           | PL                       | 1          | 0          | FACup+CdL       | 0+0             | 0+0             | -                  | -                  | -                  | -           | -           | -           | 1      | 0      |
| Totale Manchester United | Totale Manchester United | Totale Manchester United | 196        | 62         |                 | 36              | 14              |                    | 58                 | 22                 |             | 1           | 0           | 291    | 98     |
| Totale carriera          | Totale carriera          | Totale carriera          | 421        | 120        |                 | 73              | 28              |                    | 85                 | 34                 |             | 2           | 0           | 581    | 182    |

### Cronologia presenze e reti in nazionale
| Cronologia completa delle presenze e delle reti in nazionale ― Portogallo | Cronologia completa delle presenze e delle reti in nazionale ― Portogallo | Cronologia completa delle presenze e delle reti in nazionale ― Portogallo | Cronologia completa delle presenze e delle reti in nazionale ― Portogallo | Cronologia completa delle presenze e delle reti in nazionale ― Portogallo | Cronologia completa delle presenze e delle reti in nazionale ― Portogallo | Cronologia completa delle presenze e delle reti in nazionale ― Portogallo | Cronologia completa delle presenze e delle reti in nazionale ― Portogallo |
| Data                                                                      | Città                                                                     | In casa                                                                   | Risultato                                                                 | Ospiti                                                                    | Competizione                                                              | Reti                                                                      | Note                                                                      |
| ------------------------------------------------------------------------- | ------------------------------------------------------------------------- | ------------------------------------------------------------------------- | ------------------------------------------------------------------------- | ------------------------------------------------------------------------- | ------------------------------------------------------------------------- | ------------------------------------------------------------------------- | ------------------------------------------------------------------------- |
| 10-11-2017                                                                | Viseu                                                                     | Portogallo                                                                | 3 – 0                                                                     | Arabia Saudita                                                            | Amichevole                                                                | -                                                                         | 66’                                                                       |
| 14-11-2017                                                                | Leiria                                                                    | Portogallo                                                                | 1 – 1                                                                     | Stati Uniti                                                               | Amichevole                                                                | -                                                                         | 46’                                                                       |
| 23-3-2018                                                                 | Zurigo                                                                    | Egitto                                                                    | 1 – 2                                                                     | Portogallo                                                                | Amichevole                                                                | -                                                                         | 76’                                                                       |
| 26-3-2018                                                                 | Ginevra                                                                   | Portogallo                                                                | 0 – 3                                                                     | Paesi Bassi                                                               | Amichevole                                                                | -                                                                         | 78’                                                                       |
| 2-6-2018                                                                  | Bruxelles                                                                 | Belgio                                                                    | 0 – 0                                                                     | Portogallo                                                                | Amichevole                                                                | -                                                                         | 87’                                                                       |
| 7-6-2018                                                                  | Lisbona                                                                   | Portogallo                                                                | 3 – 0                                                                     | Algeria                                                                   | Amichevole                                                                | 1                                                                         |                                                                           |
| 15-6-2018                                                                 | Soči                                                                      | Portogallo                                                                | 3 – 3                                                                     | Spagna                                                                    | Mondiali 2018 - 1º turno                                                  | -                                                                         | 28’ 68’                                                                   |
| 20-6-2018                                                                 | Mosca                                                                     | Portogallo                                                                | 1 – 0                                                                     | Marocco                                                                   | Mondiali 2018 - 1º turno                                                  | -                                                                         | 70’                                                                       |
| 6-9-2018                                                                  | Lisbona                                                                   | Portogallo                                                                | 1 – 1                                                                     | Croazia                                                                   | Amichevole                                                                | -                                                                         | 61’                                                                       |
| 11-10-2018                                                                | Chorzów                                                                   | Polonia                                                                   | 2 – 3                                                                     | Portogallo                                                                | UEFA Nations League 2018-2019 - 1º turno                                  | -                                                                         | 90’                                                                       |
| 14-10-2018                                                                | Londra                                                                    | Scozia                                                                    | 1 – 3                                                                     | Portogallo                                                                | Amichevole                                                                | -                                                                         | 67’                                                                       |
| 5-6-2019                                                                  | Porto                                                                     | Portogallo                                                                | 3 – 1                                                                     | Svizzera                                                                  | UEFA Nations League 2018-2019 - Semifinale                                | -                                                                         | 90+1’                                                                     |
| 9-6-2019                                                                  | Porto                                                                     | Portogallo                                                                | 1 – 0                                                                     | Paesi Bassi                                                               | UEFA Nations League 2018-2019 - Finale                                    | -                                                                         | 81’                                                                       |
| 7-9-2019                                                                  | Belgrado                                                                  | Serbia                                                                    | 2 – 4                                                                     | Portogallo                                                                | Qual. Euro 2020                                                           | -                                                                         | 85’                                                                       |
| 10-9-2019                                                                 | Vilnius                                                                   | Lituania                                                                  | 1 – 5                                                                     | Portogallo                                                                | Qual. Euro 2020                                                           | -                                                                         | 89’                                                                       |
| 11-10-2019                                                                | Lisbona                                                                   | Portogallo                                                                | 3 – 0                                                                     | Lussemburgo                                                               | Qual. Euro 2020                                                           | -                                                                         |                                                                           |
| 14-10-2019                                                                | Kiev                                                                      | Ucraina                                                                   | 2 – 1                                                                     | Portogallo                                                                | Qual. Euro 2020                                                           | -                                                                         | 56’                                                                       |
| 14-11-2019                                                                | Faro                                                                      | Portogallo                                                                | 6 – 0                                                                     | Lituania                                                                  | Qual. Euro 2020                                                           | -                                                                         | 72’                                                                       |
| 17-11-2019                                                                | Lussemburgo                                                               | Lussemburgo                                                               | 0 – 2                                                                     | Portogallo                                                                | Qual. Euro 2020                                                           | 1                                                                         | 90’                                                                       |
| 5-9-2020                                                                  | Porto                                                                     | Portogallo                                                                | 4 – 1                                                                     | Croazia                                                                   | UEFA Nations League 2020-2021 - 1º turno                                  | -                                                                         |                                                                           |
| 8-9-2020                                                                  | Stoccolma                                                                 | Svezia                                                                    | 0 – 2                                                                     | Portogallo                                                                | UEFA Nations League 2020-2021 - 1º turno                                  | -                                                                         |                                                                           |
| 11-10-2020                                                                | Saint-Denis                                                               | Francia                                                                   | 0 – 0                                                                     | Portogallo                                                                | UEFA Nations League 2020-2021 - 1º turno                                  | -                                                                         | 80’                                                                       |
| 14-10-2020                                                                | Lisbona                                                                   | Portogallo                                                                | 3 – 0                                                                     | Svezia                                                                    | UEFA Nations League 2020-2021 - 1º turno                                  | -                                                                         | 85’ 88’                                                                   |
| 14-11-2020                                                                | Lisbona                                                                   | Portogallo                                                                | 0 – 1                                                                     | Francia                                                                   | UEFA Nations League 2020-2021 - 1º turno                                  | -                                                                         | 72’                                                                       |
| 17-11-2020                                                                | Spalato                                                                   | Croazia                                                                   | 2 – 3                                                                     | Portogallo                                                                | UEFA Nations League 2020-2021 - 1º turno                                  | -                                                                         | 46’                                                                       |
| 24-3-2021                                                                 | Torino                                                                    | Portogallo                                                                | 1 – 0                                                                     | Azerbaigian                                                               | Qual. Mondiali 2022                                                       | -                                                                         | 46’ 81’                                                                   |
| 27-3-2021                                                                 | Belgrado                                                                  | Serbia                                                                    | 2 – 2                                                                     | Portogallo                                                                | Qual. Mondiali 2022                                                       | -                                                                         | 53’ 90+1’                                                                 |
| 4-6-2021                                                                  | Madrid                                                                    | Spagna                                                                    | 0 – 0                                                                     | Portogallo                                                                | Amichevole                                                                | -                                                                         | 59’                                                                       |
| 9-6-2021                                                                  | Lisbona                                                                   | Portogallo                                                                | 4 – 0                                                                     | Israele                                                                   | Amichevole                                                                | 2                                                                         |                                                                           |
| 15-6-2021                                                                 | Budapest                                                                  | Ungheria                                                                  | 0 – 3                                                                     | Portogallo                                                                | Euro 2020 - 1º turno                                                      | -                                                                         | 89’                                                                       |
| 19-6-2021                                                                 | Monaco di Baviera                                                         | Portogallo                                                                | 2 – 4                                                                     | Germania                                                                  | Euro 2020 - 1º turno                                                      | -                                                                         | 64’                                                                       |
| 23-6-2021                                                                 | Budapest                                                                  | Portogallo                                                                | 2 – 2                                                                     | Francia                                                                   | Euro 2020 - 1º turno                                                      | -                                                                         | 72’                                                                       |
| 27-6-2021                                                                 | Siviglia                                                                  | Belgio                                                                    | 1 – 0                                                                     | Portogallo                                                                | Euro 2020 - Ottavi di finale                                              | -                                                                         | 55’                                                                       |
| 1-9-2021                                                                  | Faro                                                                      | Portogallo                                                                | 2 – 1                                                                     | Irlanda                                                                   | Qual. Mondiali 2022                                                       | -                                                                         | 62’                                                                       |
| 4-9-2021                                                                  | Debrecen                                                                  | Qatar                                                                     | 1 – 3                                                                     | Portogallo                                                                | Amichevole                                                                | 1                                                                         | 59’                                                                       |
| 7-9-2021                                                                  | Baku                                                                      | Azerbaigian                                                               | 0 – 3                                                                     | Portogallo                                                                | Qual. Mondiali 2022                                                       | -                                                                         |                                                                           |
| 9-10-2021                                                                 | Faro                                                                      | Portogallo                                                                | 3 – 0                                                                     | Qatar                                                                     | Amichevole                                                                | -                                                                         | 71’                                                                       |
| 12-10-2021                                                                | Faro                                                                      | Portogallo                                                                | 5 – 0                                                                     | Lussemburgo                                                               | Qual. Mondiali 2022                                                       | 1                                                                         | 80’                                                                       |
| 11-11-2021                                                                | Dublino                                                                   | Irlanda                                                                   | 0 – 0                                                                     | Portogallo                                                                | Qual. Mondiali 2022                                                       | -                                                                         | 75’                                                                       |
| 14-11-2021                                                                | Lisbona                                                                   | Portogallo                                                                | 1 – 2                                                                     | Serbia                                                                    | Qual. Mondiali 2022                                                       | -                                                                         | 64’                                                                       |
| 24-3-2022                                                                 | Porto                                                                     | Portogallo                                                                | 3 – 1                                                                     | Turchia                                                                   | Qual. Mondiali 2022                                                       | -                                                                         | 80’                                                                       |
| 29-3-2022                                                                 | Porto                                                                     | Portogallo                                                                | 2 – 0                                                                     | Macedonia del Nord                                                        | Qual. Mondiali 2022                                                       | 2                                                                         | 87’                                                                       |
| 2-6-2022                                                                  | Siviglia                                                                  | Spagna                                                                    | 1 – 1                                                                     | Portogallo                                                                | UEFA Nations League 2022-2023 - 1º turno                                  | -                                                                         | 81’                                                                       |
| 5-6-2022                                                                  | Lisbona                                                                   | Portogallo                                                                | 4 – 0                                                                     | Svizzera                                                                  | UEFA Nations League 2022-2023 - 1º turno                                  | -                                                                         | 32’ 67’                                                                   |
| 9-6-2022                                                                  | Lisbona                                                                   | Portogallo                                                                | 2 – 0                                                                     | Rep. Ceca                                                                 | UEFA Nations League 2022-2023 - 1º turno                                  | -                                                                         | 68’                                                                       |
| 12-6-2022                                                                 | Lancy                                                                     | Svizzera                                                                  | 1 – 0                                                                     | Portogallo                                                                | UEFA Nations League 2022-2023 - 1º turno                                  | -                                                                         | 74’                                                                       |
| 24-9-2022                                                                 | Praga                                                                     | Rep. Ceca                                                                 | 0 – 4                                                                     | Portogallo                                                                | UEFA Nations League 2022-2023 - 1º turno                                  | 1                                                                         | 77’                                                                       |
| 27-9-2022                                                                 | Braga                                                                     | Portogallo                                                                | 0 – 1                                                                     | Spagna                                                                    | UEFA Nations League 2022-2023 - 1º turno                                  | -                                                                         |                                                                           |
| 17-11-2022                                                                | Lisbona                                                                   | Portogallo                                                                | 4 – 0                                                                     | Nigeria                                                                   | Amichevole                                                                | 2                                                                         | 46’                                                                       |
| 24-11-2022                                                                | Doha                                                                      | Portogallo                                                                | 3 – 2                                                                     | Ghana                                                                     | Mondiali 2022 - 1º turno                                                  | -                                                                         | 90+5’                                                                     |
| 28-11-2022                                                                | Lusail                                                                    | Portogallo                                                                | 2 – 0                                                                     | Uruguay                                                                   | Mondiali 2022 - 1º turno                                                  | 2                                                                         |                                                                           |
| 6-12-2022                                                                 | Lusail                                                                    | Portogallo                                                                | 6 – 1                                                                     | Svizzera                                                                  | Mondiali 2022 - Ottavi di finale                                          | -                                                                         | 87’                                                                       |
| 10-12-2022                                                                | Doha                                                                      | Marocco                                                                   | 1 – 0                                                                     | Portogallo                                                                | Mondiali 2022 - Quarti di finale                                          | -                                                                         |                                                                           |
| 23-3-2023                                                                 | Lisbona                                                                   | Portogallo                                                                | 4 – 0                                                                     | Liechtenstein                                                             | Qual. Euro 2024                                                           | -                                                                         | 89’                                                                       |
| 26-3-2023                                                                 | Lussemburgo                                                               | Lussemburgo                                                               | 0 – 6                                                                     | Portogallo                                                                | Qual. Euro 2024                                                           | -                                                                         | 75’                                                                       |
| 17-6-2023                                                                 | Lisbona                                                                   | Portogallo                                                                | 3 – 0                                                                     | Bosnia ed Erzegovina                                                      | Qual. Euro 2024                                                           | 2                                                                         |                                                                           |
| 20-6-2023                                                                 | Reykjavík                                                                 | Islanda                                                                   | 0 – 1                                                                     | Portogallo                                                                | Qual. Euro 2024                                                           | -                                                                         | 84’                                                                       |
| 8-9-2023                                                                  | Bratislava                                                                | Slovacchia                                                                | 0 – 1                                                                     | Portogallo                                                                | Qual. Euro 2024                                                           | 1                                                                         |                                                                           |
| 11-9-2023                                                                 | Faro                                                                      | Portogallo                                                                | 9 – 0                                                                     | Lussemburgo                                                               | Qual. Euro 2024                                                           | 1                                                                         |                                                                           |
| 13-10-2023                                                                | Porto                                                                     | Portogallo                                                                | 3 – 2                                                                     | Slovacchia                                                                | Qual. Euro 2024                                                           | -                                                                         | 57’                                                                       |
| 16-10-2023                                                                | Zenica                                                                    | Bosnia ed Erzegovina                                                      | 0 – 5                                                                     | Portogallo                                                                | Qual. Euro 2024                                                           | 1                                                                         | 79’                                                                       |
| 16-11-2023                                                                | Vaduz                                                                     | Liechtenstein                                                             | 0 – 2                                                                     | Portogallo                                                                | Qual. Euro 2024                                                           | -                                                                         | 67’                                                                       |
| 19-11-2023                                                                | Lisbona                                                                   | Portogallo                                                                | 2 – 0                                                                     | Islanda                                                                   | Qual. Euro 2024                                                           | 1                                                                         |                                                                           |
| 21-3-2024                                                                 | Guimarães                                                                 | Portogallo                                                                | 5 – 2                                                                     | Svezia                                                                    | Amichevole                                                                | 1                                                                         |                                                                           |
| 4-6-2024                                                                  | Lisbona                                                                   | Portogallo                                                                | 4 – 2                                                                     | Finlandia                                                                 | Amichevole                                                                | 2                                                                         | 46’                                                                       |
| 8-6-2024                                                                  | Oeiras                                                                    | Portogallo                                                                | 1 – 2                                                                     | Croazia                                                                   | Amichevole                                                                | -                                                                         | 70’                                                                       |
| 11-6-2024                                                                 | Aveiro                                                                    | Portogallo                                                                | 3 – 0                                                                     | Irlanda                                                                   | Amichevole                                                                | -                                                                         |                                                                           |
| 18-6-2024                                                                 | Lipsia                                                                    | Portogallo                                                                | 2 – 1                                                                     | Rep. Ceca                                                                 | Euro 2024 - 1º turno                                                      | -                                                                         |                                                                           |
| 22-6-2024                                                                 | Dortmund                                                                  | Turchia                                                                   | 0 – 3                                                                     | Portogallo                                                                | Euro 2024 - 1º turno                                                      | 1                                                                         |                                                                           |
| 1-7-2024                                                                  | Francoforte sul Meno                                                      | Portogallo                                                                | 0 – 0 dts (3 – 0 dtr)                                                     | Slovenia                                                                  | Euro 2024 - Ottavi di finale                                              | -                                                                         |                                                                           |
| 5-7-2024                                                                  | Amburgo                                                                   | Portogallo                                                                | 0 – 0 dts (3 – 5 dtr)                                                     | Francia                                                                   | Euro 2024 - Quarti di finale                                              | -                                                                         | 74’                                                                       |
| 5-9-2024                                                                  | Lisbona                                                                   | Portogallo                                                                | 2 – 1                                                                     | Croazia                                                                   | UEFA Nations League 2024-2025 - 1º turno                                  | -                                                                         |                                                                           |
| 8-9-2024                                                                  | Lisbona                                                                   | Portogallo                                                                | 2 – 1                                                                     | Scozia                                                                    | UEFA Nations League 2024-2025 - 1º turno                                  | 1                                                                         | 80’                                                                       |
| 12-10-2024                                                                | Varsavia                                                                  | Polonia                                                                   | 1 – 3                                                                     | Portogallo                                                                | UEFA Nations League 2024-2025 - 1º turno                                  | -                                                                         | 90+1’                                                                     |
| 15-10-2024                                                                | Glasgow                                                                   | Scozia                                                                    | 0 – 0                                                                     | Portogallo                                                                | UEFA Nations League 2024-2025 - 1º turno                                  | -                                                                         |                                                                           |
| 15-11-2024                                                                | Porto                                                                     | Portogallo                                                                | 5 – 1                                                                     | Polonia                                                                   | UEFA Nations League 2024-2025 - 1º turno                                  | 1                                                                         | 25’                                                                       |
| 20-3-2025                                                                 | Copenaghen                                                                | Danimarca                                                                 | 1 – 0                                                                     | Portogallo                                                                | UEFA Nations League 2024-2025 - Quarti di finale                          | -                                                                         |                                                                           |
| 23-3-2025                                                                 | Lisbona                                                                   | Portogallo                                                                | 5 – 2 dts                                                                 | Danimarca                                                                 | UEFA Nations League 2024-2025 - Quarti di finale                          | -                                                                         |                                                                           |
| 4-6-2025                                                                  | Monaco di Baviera                                                         | Germania                                                                  | 1 – 2                                                                     | Portogallo                                                                | UEFA Nations League 2024-2025 - Semifinale                                | -                                                                         |                                                                           |
| 8-6-2025                                                                  | Monaco di Baviera                                                         | Portogallo                                                                | 2 – 2 dts (5 – 3 dtr)                                                     | Spagna                                                                    | UEFA Nations League 2024-2025 - Finale                                    | -                                                                         |                                                                           |
| Totale                                                                    |                                                                           | Presenze                                                                  | 80                                                                        |                                                                           | Reti (8º posto)                                                           | 25                                                                        |                                                                           |

| Cronologia completa delle presenze e delle reti in nazionale ― Portogallo under 21 | Cronologia completa delle presenze e delle reti in nazionale ― Portogallo under 21 | Cronologia completa delle presenze e delle reti in nazionale ― Portogallo under 21 | Cronologia completa delle presenze e delle reti in nazionale ― Portogallo under 21 | Cronologia completa delle presenze e delle reti in nazionale ― Portogallo under 21 | Cronologia completa delle presenze e delle reti in nazionale ― Portogallo under 21 | Cronologia completa delle presenze e delle reti in nazionale ― Portogallo under 21 | Cronologia completa delle presenze e delle reti in nazionale ― Portogallo under 21 |
| Data                                                                               | Città                                                                              | In casa                                                                            | Risultato                                                                          | Ospiti                                                                             | Competizione                                                                       | Reti                                                                               | Note                                                                               |
| ---------------------------------------------------------------------------------- | ---------------------------------------------------------------------------------- | ---------------------------------------------------------------------------------- | ---------------------------------------------------------------------------------- | ---------------------------------------------------------------------------------- | ---------------------------------------------------------------------------------- | ---------------------------------------------------------------------------------- | ---------------------------------------------------------------------------------- |
| 13-11-2014                                                                         | Burnley                                                                            | Inghilterra under 21                                                               | 3 – 1                                                                              | Portogallo under 21                                                                | Amichevole                                                                         | -                                                                                  | 68’                                                                                |
| 31-3-2015                                                                          | Praga                                                                              | Rep. Ceca under 21                                                                 | 1 – 0                                                                              | Portogallo under 21                                                                | Amichevole                                                                         | -                                                                                  |                                                                                    |
| 8-9-2015                                                                           | Tirana                                                                             | Albania under 21                                                                   | 1 – 6                                                                              | Portogallo under 21                                                                | Qual. Europeo Under-21 2017                                                        | -                                                                                  | cap. 66’                                                                           |
| 9-10-2015                                                                          | Penafiel                                                                           | Portogallo under 21                                                                | 2 – 0                                                                              | Ungheria under 21                                                                  | Qual. Europeo Under-21 2017                                                        | 1                                                                                  | cap.                                                                               |
| 13-10-2015                                                                         | Xanthi                                                                             | Grecia under 21                                                                    | 0 – 4                                                                              | Portogallo under 21                                                                | Qual. Europeo Under-21 2017                                                        | -                                                                                  | cap.                                                                               |
| 12-11-2015                                                                         | Arouca                                                                             | Portogallo under 21                                                                | 4 – 0                                                                              | Albania under 21                                                                   | Qual. Europeo Under-21 2017                                                        | -                                                                                  | cap. 72’                                                                           |
| 17-11-2015                                                                         | Petah Tiqwa                                                                        | Israele under 21                                                                   | 0 – 3                                                                              | Portogallo under 21                                                                | Qual. Europeo Under-21 2017                                                        | 1                                                                                  | cap. 86’                                                                           |
| 2-9-2016                                                                           | Paços de Ferreira                                                                  | Portogallo under 21                                                                | 0 – 0                                                                              | Israele under 21                                                                   | Qual. Europeo Under-21 2017                                                        | -                                                                                  | cap.                                                                               |
| 6-9-2016                                                                           | Barcelos                                                                           | Portogallo under 21                                                                | 1 – 0                                                                              | Grecia under 21                                                                    | Qual. Europeo Under-21 2017                                                        | -                                                                                  | cap.                                                                               |
| 6-10-2016                                                                          | Győr                                                                               | Ungheria under 21                                                                  | 3 – 3                                                                              | Portogallo under 21                                                                | Qual. Europeo Under-21 2017                                                        | -                                                                                  | cap. 87’                                                                           |
| 11-10-2016                                                                         | Vaduz                                                                              | Liechtenstein under 21                                                             | 1 – 7                                                                              | Portogallo under 21                                                                | Qual. Europeo Under-21 2017                                                        | 1                                                                                  | cap.                                                                               |
| 11-11-2016                                                                         | Setúbal                                                                            | Portogallo under 21                                                                | 3 – 1                                                                              | Rep. Ceca under 21                                                                 | Amichevole                                                                         | 1                                                                                  | cap. 46’                                                                           |
| 15-11-2016                                                                         | Doetinchem                                                                         | Paesi Bassi under 21                                                               | 1 – 1                                                                              | Portogallo under 21                                                                | Amichevole                                                                         | -                                                                                  | cap.                                                                               |
| 24-3-2017                                                                          | Estoril                                                                            | Portogallo under 21                                                                | 3 – 1                                                                              | Norvegia under 21                                                                  | Amichevole                                                                         | -                                                                                  | cap. 46’                                                                           |
| 28-3-2017                                                                          | Stoccarda                                                                          | Germania under 21                                                                  | 0 – 1                                                                              | Portogallo under 21                                                                | Amichevole                                                                         | -                                                                                  | cap. 79’                                                                           |
| 17-6-2017                                                                          | Bydgoszcz                                                                          | Polonia under 21                                                                   | 0 – 2                                                                              | Portogallo under 21                                                                | Europeo Under-21 2017 - 1º turno                                                   | 1                                                                                  | cap. 81’                                                                           |
| 20-6-2017                                                                          | Gdynia                                                                             | Portogallo under 21                                                                | 1 – 3                                                                              | Spagna under 21                                                                    | Europeo Under-21 2017 - 1º turno                                                   | -                                                                                  | cap. 70’                                                                           |
| Totale                                                                             |                                                                                    | Presenze                                                                           | 17                                                                                 |                                                                                    | Reti                                                                               | 6                                                                                  |                                                                                    |

| Cronologia completa delle presenze e delle reti in nazionale ― Portogallo olimpica | Cronologia completa delle presenze e delle reti in nazionale ― Portogallo olimpica | Cronologia completa delle presenze e delle reti in nazionale ― Portogallo olimpica | Cronologia completa delle presenze e delle reti in nazionale ― Portogallo olimpica | Cronologia completa delle presenze e delle reti in nazionale ― Portogallo olimpica | Cronologia completa delle presenze e delle reti in nazionale ― Portogallo olimpica | Cronologia completa delle presenze e delle reti in nazionale ― Portogallo olimpica | Cronologia completa delle presenze e delle reti in nazionale ― Portogallo olimpica |
| Data                                                                               | Città                                                                              | In casa                                                                            | Risultato                                                                          | Ospiti                                                                             | Competizione                                                                       | Reti                                                                               | Note                                                                               |
| ---------------------------------------------------------------------------------- | ---------------------------------------------------------------------------------- | ---------------------------------------------------------------------------------- | ---------------------------------------------------------------------------------- | ---------------------------------------------------------------------------------- | ---------------------------------------------------------------------------------- | ---------------------------------------------------------------------------------- | ---------------------------------------------------------------------------------- |
| 28-3-2016                                                                          | Angra do Heroísmo                                                                  | Portogallo olimpica                                                                | 4 – 0                                                                              | Messico olimpica                                                                   | Amichevole                                                                         | -                                                                                  | 60’                                                                                |
| 4-8-2016                                                                           | Rio de Janeiro                                                                     | Portogallo olimpica                                                                | 2 – 0                                                                              | Argentina olimpica                                                                 | Olimpiadi 2016 - 1º turno                                                          | -                                                                                  |                                                                                    |
| 7-8-2016                                                                           | Rio de Janeiro                                                                     | Honduras olimpica                                                                  | 1 – 2                                                                              | Portogallo olimpica                                                                | Olimpiadi 2016 - 1º turno                                                          | -                                                                                  |                                                                                    |
| 13-8-2016                                                                          | Brasilia                                                                           | Portogallo olimpica                                                                | 0 – 4                                                                              | Germania olimpica                                                                  | Olimpiadi 2016 - Quarti di Finale                                                  | -                                                                                  |                                                                                    |
| Totale                                                                             |                                                                                    | Presenze                                                                           | 4                                                                                  |                                                                                    | Reti                                                                               | 0                                                                                  |                                                                                    |

## Palmarès

### Club
- Coppa di Lega portoghese: 2

Sporting CP: 2017-2018, 2018-2019
- Coppa del Portogallo: 1

Sporting CP: 2018-2019
- Coppa di Lega inglese: 1

Manchester United: 2022-2023
- Coppa d'Inghilterra: 1

Manchester United: 2023-2024

### Nazionale
- UEFA Nations League: 2

2018-2019, 2024-2025

### Individuale
- Squadra della stagione della UEFA Europa League: 4

2017-2018, 2019-2020, 2020-2021, 2024-2025
- Calciatore portoghese dell'anno: 2

2018, 2019
- Squadra ideale della fase finale della UEFA Nations League: 1

2018-2019
- Capocannoniere della UEFA Europa League: 2

2019-2020 (8 gol), 2024-2025 (7 gol)
- Squadra dell'anno PFA: 1

2020-2021
- ESM Team of the Year: 1

2020-2021